# 虹桥水库
虹桥水库是中国浙江省舟山市定海区境内的一座水库，位于虹桥溪上，建于1977年。水库正常库容为1003万立方米，集雨面积为13平方千米，海拔为33.65米。